# Бахшалиева, Хошгедем Хидаят кызы
Хошгедем Хидаят кызы Бахшалиева (азерб. Xoşqədəm Hidayətqizi Baxşəliyeva) (13 января 1974, Нарештар, Агдеринский район, НКАО, Азербайджанская ССР, СССР) — азербайджанская телеведущая и журналистка, ведущая популярной в Азербайджане телепередачи «Ищу тебя». Заслуженный журналист Азербайджана (2016).

## Биография
Родилась 13 января 1974 года в селе Наринклар. В 1991 году поступила на факультет журналистики НахичГУ, в 1993 году переехала в Баку и перевелась в Бакинский государственный педагогический университет, где в 1995 году получила диплом, после этого поступила в Бакинский государственный университет на юридический факультет, который также окончила. В 1998 году устроилась на работу в редакцию газеты Три точки и начинающая журналистка так быстро освоилась в работе, что сразу же была назначена главным редактором газеты. В 1999 году была удостоена премии, учреждённая Союзом журналистов Азербайджана в номинации Дебютантка года. После чего была удостоена ещё четыре премии: Журналистка года, Профессиональная журналистка, Журналистка-патриот и Борец корреспондентов. В 2010 году она задумывает поисковую телепередачу и свой замысел воплощает в жизнь в качестве телеведущей, становится телеведущей телепередачи Ищу тебя, первоначально на телеканале ANS TV, затем на телеканале Azad Azərbaycan, затем вновь вернулась на ANS TV, в 2015 году телепередача временно была приостановлена и наконец в 2016 году вновь вернулась на телеканал Xəzər, в настоящее время телепередача выходит на телеканале ARB. В 2005 году Хошгедем Бахшелиева была лично награждена Ильхамом Алиевым медалью Tərəqqi за особый вклад в развитие журналистики в Азербайджане.

## Ищу тебя
- Жанр - поисковое ток-шоу.
- Автор и ведущая - Хошгедем Бахшалиева.
- Страна производства - Азербайджан. Язык - азербайджанский.
- Статус - снимается.
- Вещание - телеканал ARB.
- Период трансляции - с 2010 по н.в.
- Похожие передачи - Жди меня.

Ищу тебя (азерб. Səni axtariram Xoşqədəmlə) — азербайджанская интернациональная телепередача  в жанре ток-шоу и в то же время народная служба поиска людей, аналог российской передачи Жди меня. Ведущая — Хошгедем Бахшалиева. Выходит с 2010 года раз в неделю по воскресеньям сначала на телеканале Azad Azərbaycan, затем на телеканале ANS TV, где выходила в 21:40 и имела двухчасовой хронометраж. Ныне телепередача Səni axtariram возобновила свой показ — сначала выходила на телеканале Хазар ТВ, ныне выходит на телеканале ARB и выходит по будням с 15:55 до 17:00 и с 17:10 до 19:00 и имеет хронометраж в 2 часа 55 минут.
Ведущая Хошгедем Бахшалиева после регулярного просмотра Жди меня решила создать аналогичную интернациональную азербайджанскую версию и в 2010 году она свой замысел воплотила в жизнь — «Ищу тебя» вышла в эфир телеканала Azad Azərbaycan и стало сверхпопулярным поисковым ток-шоу в 
Азербайджане, спустя какое-то время передача переехала на телеканал ANS TV и просуществовала до октября 2015 года.
В ток-шоу устанавливается судьба пропавших без вести азербайджанцев, их поиску, или установлению мест захоронений или смерти (если человека не стало). Хошгедем Бахшалиева сама отправляется в регионы Азербайджана, и за границу, чтобы установить судьбу пропавших без вести людей — в РФ, Грузию, Турцию и 
Сирию и ещё ряд зарубежных стран. Однажды во время командировки в Сирию, ведущая Хошгедем Бахшалиева была ранена, ведь в течение нескольких лет в Сирии ведётся гражданская война и в течение месяца находилась в сирийском госпитале, а передача «Ищу тебя» на месяц была прервана.
Некоторые герои ток-шоу участвуют несколько выпусков подряд, чтобы установить судьбу пропавшего без вести человека. В одном из выпусков родные брат и сестра искали своего отца, который из Азербайджана уехал на заработки в Казань и пропал без вести, затем выяснилось, что в Казани скончался некий азербайджанец, у которого при себе не было никаких документов. Хошгедем Бахшалиева с фотографией пропавшего без вести поехала в Казань, где в морге опознала пропавшего без вести азербайджанца, а затем рассказала азербайджанцам — смерть наступила от инфаркта на автобусной остановке. После того, как в студии брат и сестра узнали страшную новость о смерти отца, у девушки началась очень сильная истерика. 
За 6 лет существования телепередачи было найдено более 20.000 людей. Некоторые участники, принимающие участие в передаче "Ищу тебя", также принимали участие в российской телепередаче Жди меня.
5 октября 2015 года передача "Ищу тебя" приостановила свою работу. Сначала предполагалось, что приостановка вещания будет временным, а затем ведущая Хошгедем Бахшалиева вышла замуж и переехала в Турцию и заявила, что данный проект был закрыт окончательно в связи с тем, что она создала новый проект Deməsək olmaz для того же телеканала ANS TV, где была ведущей некоторое время, но затем передала кресло новой телеведущей.
После закрытия поисковой телепередачи "Ищу тебя", граждане Азербайджана гневно осудили НСТР и власти Азербайджана включая президента Ильхама Алиева в том, что закрыв данную телепередачу они лишили возможности граждан Азербайджана в поиске пропавших без вести родственников. После закрытия данной телепередачи на ANS TV, рейтинг президента Ильхама Алиева скатился на 22%, а многие граждане Азербайджана стали обращаться за помощью в поиске своих родственников в телепередачу Жди меня.
Телепередача Səni Axtariram после годового перерыва вернулась в эфир телеканала Хазар ТВ. У телепередачи осталась её постоянная ведущая — Хошгедем Бахшалиева. На телепередачу также вернулась старая музыкальная заставка, которая была до переезда с Azad Azərbaycan на ANS TV. В настоящее время телепередача Ищу тебя выходит на телеканале ARB ежедневно в прямом эфире и посвящена помощи азербайджанским гражданам в связи с коронавирусом в республике.

#### Критика шоу
Несмотря на широкую популярность, шоу также подвергается серьёзной критике. Критике подвергается огромное количество рекламы и похвала спонсоров шоу (впрочем как и практически во всех других передачах данного телеканала), частое повторение одних и тех же предложений и сюжетов ведущей, намеренное нагнетание обстановки ведущей и некоторыми экспертами, высказывания о морали ведущей и экспертами, перепалки на высоких тонах и маты (маты цензурируются телеканалом). Также высказывается мнение о невозможности попасть на шоу не заплатив хороших денег. Негативные моменты шоу были отлично спародированы в популярной передаче "Bu şəhərdə".

## Личная жизнь
Хошгедем Бахшелиева была замужем дважды:
- От первого брака (имя супруга Джейхун Годжаев) в 1999 году родился сын Заур.  Дата рождения сына не соответствует с датой в таблице выше
- В 2014 году она вышла замуж за турецкого поп-певца Догуша[2] и подарила ему близнецов, которые родились в 2016 году.